# يوليوس سيزر هيريرا
يوليوس سيزر هيريرا هو محامي فلبيني، ولد في 21 أبريل 1953 في Calape ‏ في الفلبين.